# Mycoplasma glycophilum
Mycoplasma glycophilum è una specie di batterio appartenente alla famiglia delle Mycoplasmataceae.